# HD20505
HD20505 є хімічно пекулярною зорею спектрального класу
A2 й має видиму зоряну величину в смузі V приблизно  9,9.

## Пекулярний хімічний вміст
Зоряна атмосфера GSC8498-281 має підвищений вміст 
Cr
.